# Apparato (anatomia)

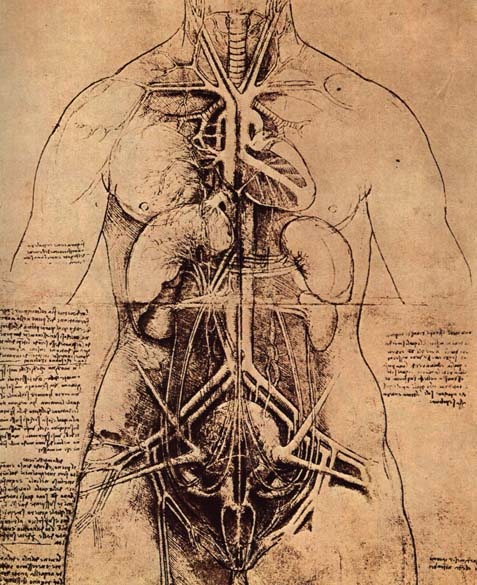
Disegno anatomico di Leonardo da Vinci

Tutti gli organismi pluricellulari sono caratterizzati da un ordine ed una gerarchia ben definita, con elementi di dimensioni sempre crescenti che si associano fra loro, e cooperano sotto il profilo morfologico e funzionale, in particolare con le cellule che vanno a formare i tessuti, che a loro volta si uniscono tra loro per formare gli organi. 
Vari organi che collaborano fra loro per svolgere una o più funzioni specifiche prendono il nome di sistemi e apparati, dove sebbene essi nel linguaggio comune siano sinonimi, in anatomia c'è una differenza nella definizione. 
In particolare: 
- per sistema si intende un insieme di organi che collaborano a uno scopo comune ed omogenei per funzione e struttura, spesso anche per derivazione embriologica.
- per apparato invece, un raggruppamento di organi che collaborano a uno scopo comune e diversi sia per funzione sia per struttura, e spesso anche per origine embriologica.

## Descrizione
In ambito animale e umano i principali apparati e sistemi sono:
- Apparato cardiocircolatorio
- Sistema linfatico
- Sistema immunitario
- Apparato respiratorio
- Apparato locomotore
  - Sistema muscolare
  - Sistema scheletrico
- Apparato digerente
- Apparato uro-genitale
  - Apparato urinario
  - Apparato genitale
    - Apparato genitale femminile
    - Apparato genitale maschile
- Apparato tegumentario
- Apparato escretore
- Apparato visivo
- Apparato uditivo
- Apparato lacrimale.

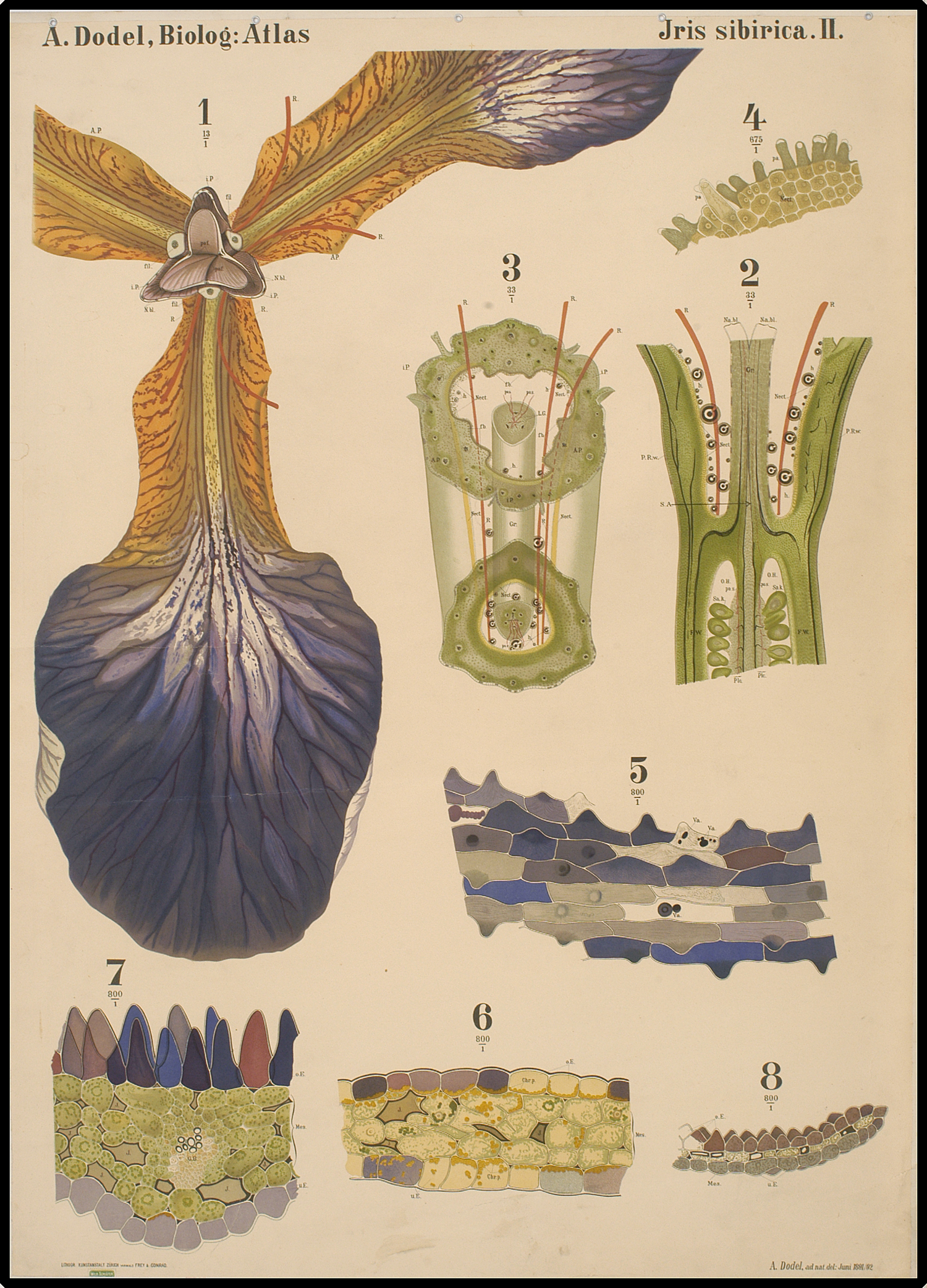
Anatomia di un fiore di Iris sibirica II

In ambito vegetale si ricordano invece:
- Apparato radicale
- Apparato tegumentario
- Xilema
- Floema
- Apparato riproduttivo
- apparato della fotosintesi clorofiliana